# Leandra tomentosa
Leandra tomentosa är en tvåhjärtbladig växtart som beskrevs av Célestin Alfred Cogniaux. Leandra tomentosa ingår i släktet Leandra och familjen Melastomataceae. Inga underarter finns listade i Catalogue of Life.